# Basen unisławski

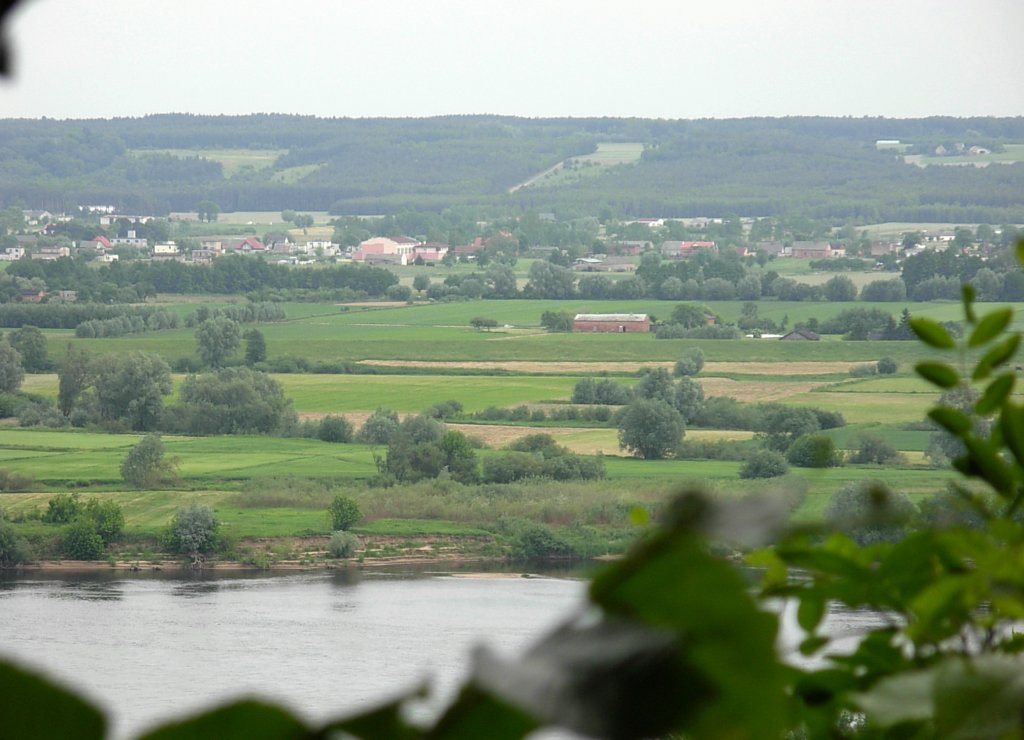
Basen Unisławski (widok na Czarże)

Basen Unisławski – meandrowe (prawobrzeżne) rozszerzenie doliny Wisły w północnej części Basenu Fordońskiego, pomiędzy Chełmnem na północy, Unisławiem na wschodzie i Czarżem na południu.
Szerokość basenu wynosi około 8–9 km, a jego dno położone jest średnio na wysokości 30–35 metrów. Teren basenu wyścielają utwory o zróżnicowanym pochodzeniu. W pobliżu koryta Wisły są to mineralne aluwia o różnej ziarnistości. Na wschodzie, z daleka od rzeki, występują utworzy jeziorzyskowo-bagienne (torfy i gytie). W niektórych miejscach napotykane są utwory eoliczne mające formy piaszczystych wzgórz (wąskich, podłużnych i w przypadku mniejszych form, bardzo prostolinijnych), na których zalegają gleby uprawne (m.in. duży areał upraw warzywnych) o różnych właściwościach. Znajdują się tu też trwałe użytki zielone i lasy. Najdłuższy z takich wałów znajduje się we wsi Błoto (5 kilometrów długości i 1,2 km szerokości).
Obszar basenu jest cenny przyrodniczo i wchodzi w skład Zespołu Parków Krajobrazowych Chełmińskiego i Nadwiślańskiego.